# Zastava Združenih držav Amerike
Zastava Združenih držav Amerike je sestavljena iz 50 belih zvezdic v modrem okvirju v levem zgornjem kotu ter 7 rdečih in 6 belih črt. 50 zvezdic predstavlja 50 zveznih držav, 13 črt pa predstavlja prvotnih 13 zveznih držav. Modri okvir v katerem so zvezde pa je še iz časa kolonij, ko so modro barvo zamenjali z britansko zastavo. Predstavlja morje.